# Werchnjaja Kulaninka
Werchnjaja Kulaninka (russisch Верхняя Куланинка) ist ein Dorf in der russischen Oblast Wolgograd. Bis 1941 hieß der Ort Holstein und war überwiegend von den Wolgadeutschen bewohnt.

## Geographische Lage
Der Ort liegt westlich der Wolga auf der Wolgaplatte in der Oblast Wolgograd etwa 160 Kilometer südlich von Saratow. Die nächstgelegene Großstadt ist Kamyschin, etwa 40 Kilometer südwestlich des Dorfes. Die nächstgelegenen Ortschaften sind Schtscherbatowka (8 km), Galka (10 km) und Werchnjaja Dobrinka (früher Dreispitz, 6 km).

## Geschichte
Die Siedlung wurde am 26. Mai 1765 als deutsch-evangelische Kolonie gegründet. Verwaltet wurde der Ort, wie alle Wolga Kolonien, aus der etwa 160 Kilometer nördlich gelegenen Stadt Saratow. Holstein war Teil der Gemeinde Galka, hatte aber eine eigene Schule und Kirche. Die Kirche war in Holzbauweise im Jahr 1830 errichtet worden und damit erste Kirche in der Gemeinde.
Bis zur Februarrevolution 1917 verlief das Leben im Dorf weitgehend ereignislos. Allerdings waren bereits mehrere wolgadeutsche Familien emigriert, hauptsächlich in die USA und nach Kanada. Durch den Russischen Bürgerkrieg zwischen 1918 und 1922 wurde auch Holstein betroffen. Nacheinander eroberten die Weiße Armee und die Rote Armee den Ort. Während der jeweiligen Kämpfe wurden viele Einwohner getötet und ein großer Teil der Häuser schwer beschädigt. Nach der Festigung der sowjetischen Macht, begannen in den 1930ern auch in Holstein die Zwangskollektivierungen der landwirtschaftlichen Betriebe. Die Produktion wurde verstaatlicht und die Lebensmittel mussten abgegeben werden.
Im Zuge der Auflösung der Wolgadeutschen Republik wurde im September 1941 auch mit der Zwangsumsiedlung der Bewohner von Holstein begonnen. Der Ort wurde in diesem Zuge in Werchnjaja Kulaninka umbenannt. 1956 kamen einige der früheren Wolgadeutschen Bewohner wieder zurück und siedelten sich erneut an.